# Homedale
Homedale est une ville américaine située dans le comté d'Owyhee en Idaho.

## Démographie
| 1930 | 1940 | 1950  | 1960  | 1970  | 1980  |
| ---- | ---- | ----- | ----- | ----- | ----- |
| 225  | 857  | 1 411 | 1 381 | 1 411 | 2 078 |

| 1990  | 2000  | 2010  | - | - | - |
| ----- | ----- | ----- | - | - | - |
| 1 963 | 2 528 | 2 633 | - | - | - |

Selon le recensement de 2010, Homedale compte 2 633 habitants, ce qui en fait la ville la plus peuplée du comté. La municipalité s'étend alors sur une superficie de 1,47 mille carré (3,81 km2).